# Orlando L. Peluffo
Orlando Lorenzo Peluffo (Buenos Aires, 5 de septiembre de 1893-22 de abril de 1975) fue un militar y diplomático argentino que se desempeñó como ministro de Relaciones Exteriores durante la presidencia de facto del general de división Edelmiro Julián Farrell (1944-1946), durante la llamada Revolución del 43. Su hija fue la pintora Martha Peluffo, su yerno el escritor Julio Llinás y su nieta la actriz Verónica Llinás.

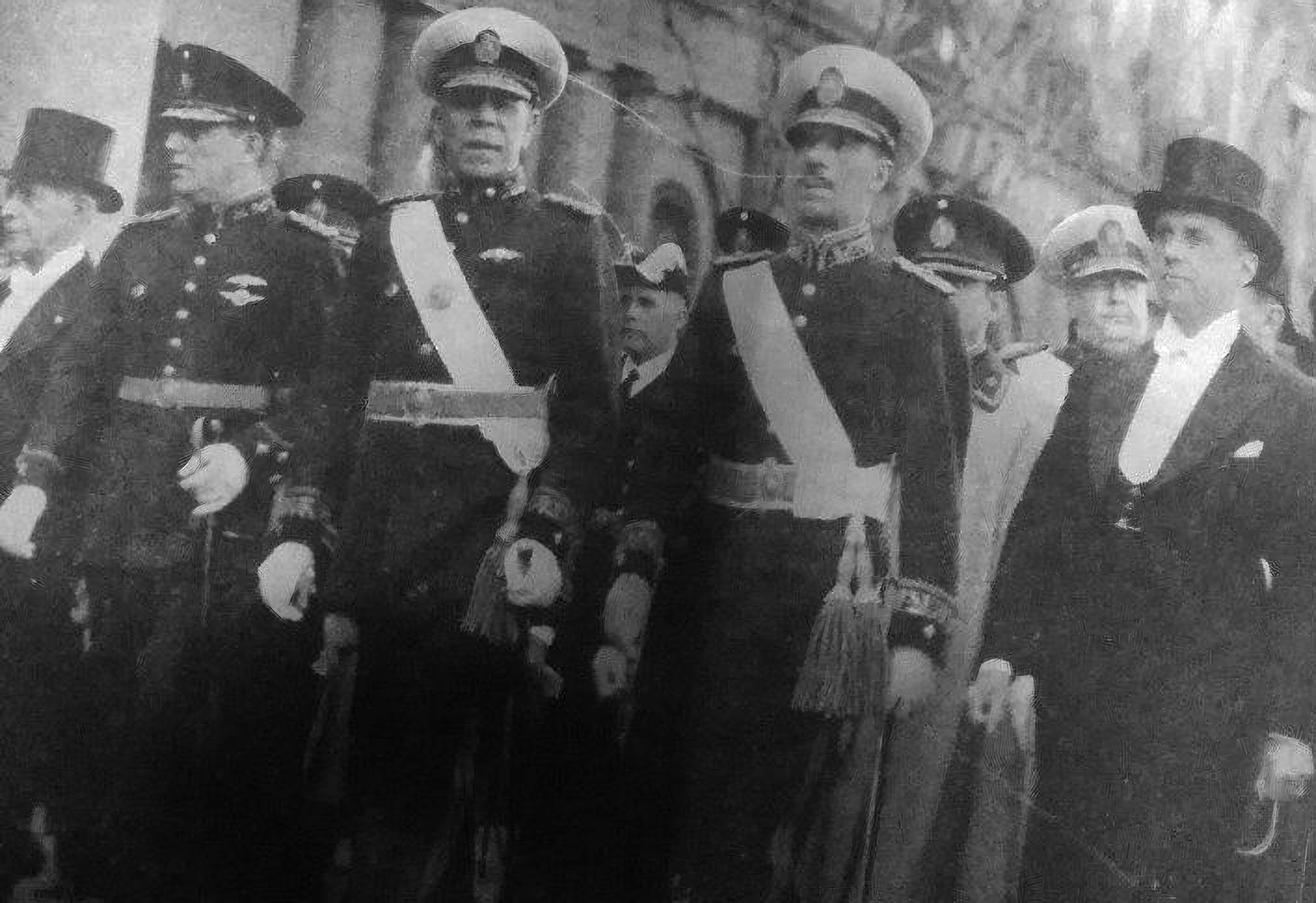
De izquierda a derecha: Juan Domingo Perón, el presidente Edelmiro Farrell y el general Orlando Lorenzo Peluffo.

## Biografía
Peluffo asumió como ministro de Relaciones Exteriores en febrero de 1944, simultáneamente con la asunción a la presidencia del general Edelmiro Farrell; se desempeñó hasta diciembre del mismo año. Al momento de asumir, se trataba de un cargo gran importancia en ese momento, debido a la Segunda Guerra Mundial y las presiones de Estados Unidos para que la Argentina entrara en guerra. 
La gestión de Peluffo se desarrolló en el marco de una extrema tensión ya que Estados Unidos, Gran Bretaña y la mayor parte de los países americanos no habían reconocido al nuevo gobierno de Farrell y habían retirado sus embajadores. Renunció el 16 de enero de 1945, siendo reemplazado el 8 de febrero por César Ameghino. Durante esta última gestión, el 27 de marzo Argentina le declaró la guerra a Alemania y Japón.